# Dimitrios Maximos

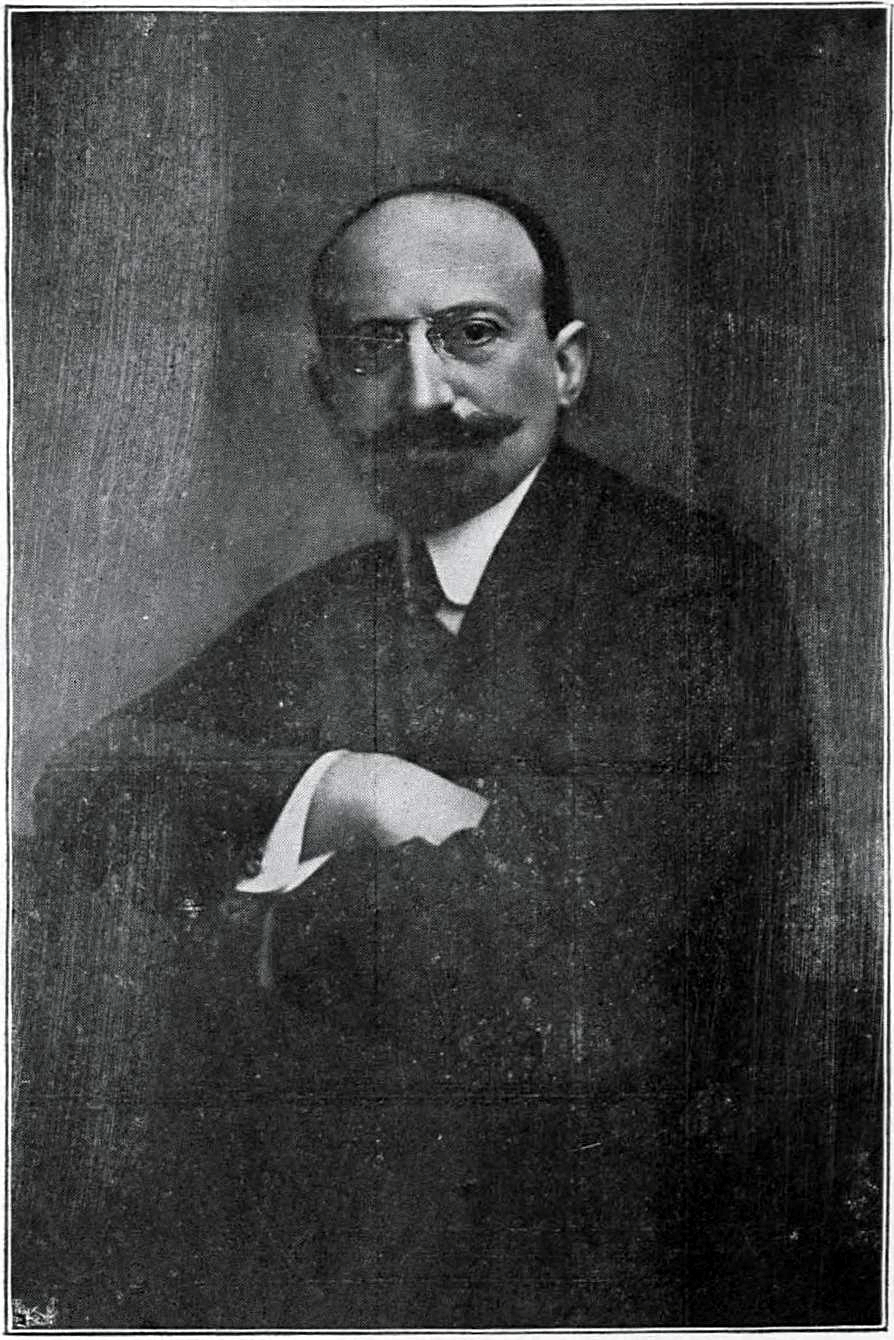
Dimitrios Maximos

Dimitrios Maximos (en griego: Δημήτριος Μάξιμος) era un banquero y un hombre político griego. Nació el 6 de julio de 1873 en Acaya, empezó su carrera en el mundo bancario. 
Entre 1933 y 1935, se convierte en el ministro de Relaciones Exteriores del gobierno de Panagis Tsaldaris. Fue primer ministro de Grecia en 1947. Murió el 17 de octubre de 1955.